# Horne (Faaborg-Midtfyn Kommune)
 Denne artikel omhandler byen Horne (Faaborg-Midtfyn Kommune). Der er også andre byer med dette navn, se Horne.
Horne er en mindre by på det sydvestlige Fyn med 831 indbyggere  (2024), beliggende i Horne Sogn. Byen ligger i Faaborg-Midtfyn Kommune og tilhører Region Syddanmark.
Horne er nok mest kendt for sin kirke, Horne Kirke, som er Fyns eneste rundkirke.